# Puerta de Herodes

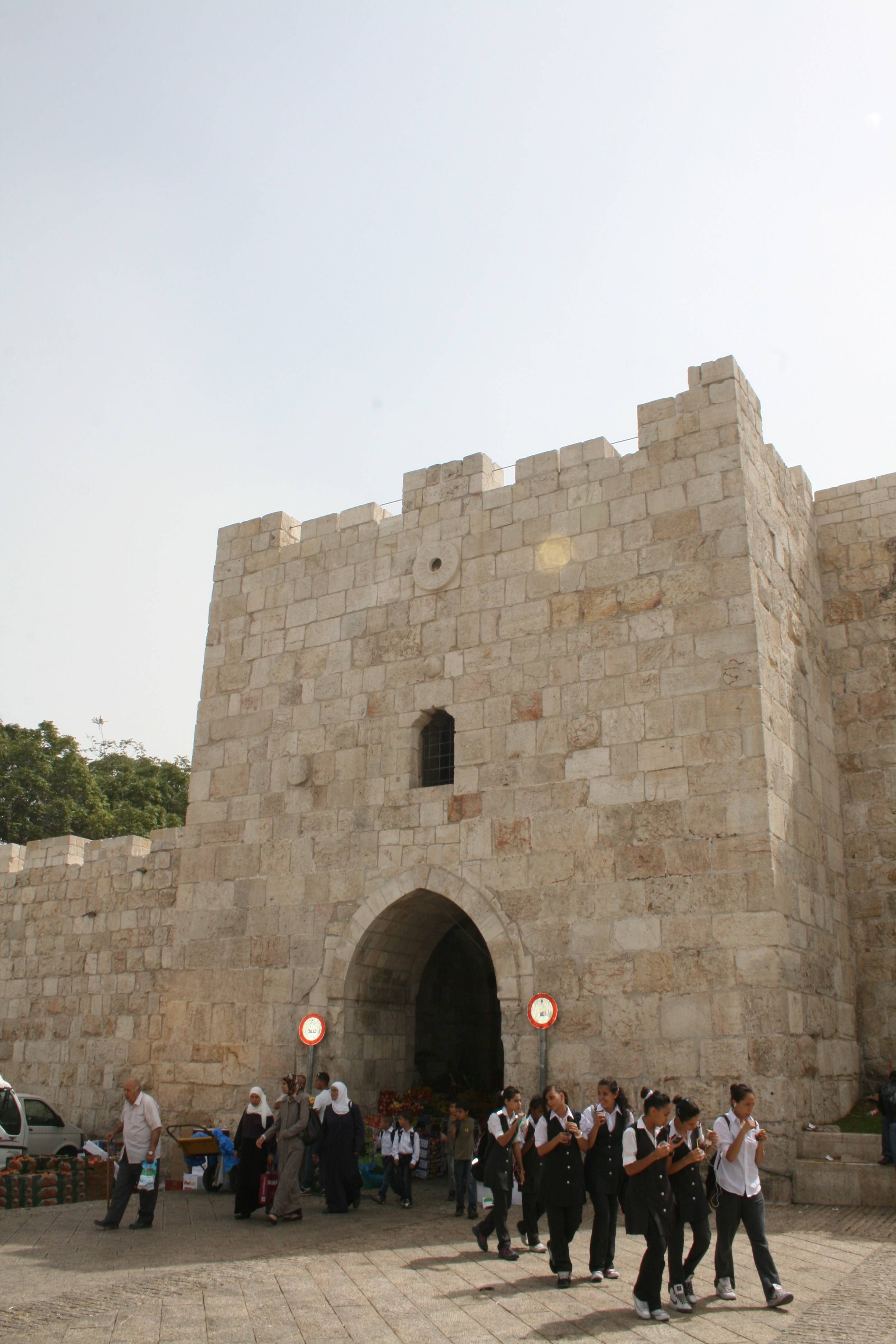
La Puerta de Herodes.

La Puerta de Herodes (שער הפרחים, Sha'ar Hordos), denominada también la Puerta de las Flores o Puerta de la Oveja, es una entrada en las murallas de la Ciudad Vieja de Jerusalén. La puerta está en el noreste del Barrio Musulmán de la ciudad.
Su nombre se debe al hecho de que esta entrada lleva a la casa de Herodes Antipas, a la que Jesús fuera enviado por Pilato.
En 1099, durante la Primera Cruzada, las tropas cristianas asediaron la ciudad desde esta entrada.